# Bruno Arzeni
Bruno Arzeni (Corridonia, 1905 – 1954) è stato un traduttore, poeta e germanista italiano. Ha tradotto opere della letteratura tedesca e scritto alcune raccolte di poesie.

## Biografia
Nato a Corridonia, in provincia di Macerata, nel 1905, sposato con Helga Steinmeyer, visse lungamente in Germania, ove fu lettore nelle università di Erlangen e di Monaco di Baviera.
Traduttore di importanti autori tedeschi, quali Thomas Mann (Giuseppe e i suoi fratelli, I Buddenbrook: decadenza di una famiglia, L'eletto, Nobiltà dello spirito, Dialogo con Goethe, Scritti su Wagner), di Bruno Frank (La figlia), dei fratelli Grimm (La fonte d'oro), di Luise Rinser (Daniela), scrisse anche alcune opere di poesia: Il piccolo libro, Macerata, 1947; L'orma, Pisa 1966; È un fiore nel deserto, Macerata, 2007.  
La sua vita e le sue opere sono state oggetto di una biografia di Romano Ruffini, Tu mi tiri fuori dalla mia tana con una violenza d'amore, Macerata, 2008. La figlia Flavia Arzeni con Antonella Gargano ha pubblicato in ricordo del padre: Bruno Arzeni: un intellettuale tra due mondi, Macerata, 2008. Più recentemente, alla sua figura ha dedicato una narrazione Massimo Tallei, Il poggio incantato, Ancona, 2024.
È morto prematuramente a quarantanove anni nel 1954.